# Berdeniella brauxica
Berdeniella brauxica är en tvåvingeart som beskrevs av Vaillant 1976. Berdeniella brauxica ingår i släktet Berdeniella och familjen fjärilsmyggor. Inga underarter finns listade i Catalogue of Life.